# ASB11
ASB11 (англ. Ankyrin repeat and SOCS box containing 11) – білок, який кодується однойменним геном, розташованим у людей на короткому плечі X-хромосоми. Довжина поліпептидного ланцюга білка становить 323 амінокислот, а молекулярна маса — 35 367.
| 10         |  | 20         |  | 30         |  | 40         |  | 50         |
| ---------- |  | ---------- |  | ---------- |  | ---------- |  | ---------- |
| MEDGPVFYGF |  | KNIFITMFAT |  | FFFFKLLIKV |  | FLALLTHFYI |  | VKGNRKEAAR |
| IAEEIYGGIS |  | DCWADRSPLH |  | EAAAQGRLLA |  | LKTLIAQGVN |  | VNLVTINRVS |
| SLHEACLGGH |  | VACAKALLEN |  | GAHVNGVTVH |  | GATPLFNACC |  | SGSAACVNVL |
| LEFGAKAQLE |  | VHLASPIHEA |  | VKRGHRECME |  | ILLANNVNID |  | HEVPQLGTPL |
| YVACTYQRVD |  | CVKKLLELGA |  | SVDHGQWLDT |  | PLHAAARQSN |  | VEVIHLLTDY |
| GANLKRRNAQ |  | GKSALDLAAP |  | KSSVEQALLL |  | REGPPALSQL |  | CRLCVRKCLG |
| RACHQAIHKL |  | HLPEPLERFL |  | LYQ        |  |            |  |            |

A: Аланін

C: Цистеїн

D: Аспарагінова кислота

E: Глутамінова кислота

F: Фенілаланін

G: Гліцин

H: Гістидин

I: Ізолейцин

K: Лізин

L: Лейцин

M: Метіонін

N: Аспарагін

P: Пролін

Q: Глутамін

R: Аргінін

S: Серин

T: Треонін

V: Валін

W: Триптофан

Задіяний у таких біологічних процесах, як убіквітинування білків, альтернативний сплайсинг. 